# Сіян-е Олія
Сіян-е Олія (перс. سيان عليا) — село в Ірані, у дегестані Гамзеглу, в Центральному бахші, шагрестані Хомейн остану Марказі. За даними перепису 2006 року, його населення становило 283 особи, що проживали у складі 98 сімей.

## Клімат
Середня річна температура становить 12,44°C, середня максимальна – 30,87°C, а середня мінімальна – -9,41°C. Середня річна кількість опадів – 219 мм.
| Клімат поселення                              | Клімат поселення | Клімат поселення | Клімат поселення | Клімат поселення | Клімат поселення | Клімат поселення | Клімат поселення | Клімат поселення | Клімат поселення | Клімат поселення | Клімат поселення | Клімат поселення | Клімат поселення |
| Показник                                      | Січ.             | Лют.             | Бер.             | Квіт.            | Трав.            | Черв.            | Лип.             | Серп.            | Вер.             | Жовт.            | Лист.            | Груд.            |                  |
| Середній максимум, °C                         | 9,44             | 10,89            | 15,64            | 20,15            | 24,88            | 29,86            | 30,87            | 30,25            | 26,76            | 21,12            | 14,94            | 8,81             |                  |
| Середня температура, °C                       | 0,01             | 1,49             | 6,23             | 10,72            | 15,45            | 20,44            | 24,56            | 23,94            | 20,44            | 14,81            | 8,62             | 2,49             |                  |
| Середній мінімум, °C                          | −9,41            | −7,94            | −3,19            | 1,31             | 6,04             | 11,04            | 18,24            | 17,63            | 14,12            | 8,50             | 2,31             | −3,82            |                  |
| Норма опадів, мм                              | 35               | 34               | 41               | 27               | 19               | 2                | 1                | 1                | 0                | 8                | 21               | 30               |                  |
| Середньомісячна швидкість вітру, м/с          | 1.35             | 1.97             | 2.70             | 2.76             | 2.57             | 2.40             | 2.50             | 2.20             | 2.11             | 2.19             | 1.95             | 1.30             |                  |
| Середньомісячна сонячна радіація, кДж/м²·день | 9638             | 13041            | 15409            | 18746            | 22633            | 26840            | 25932            | 24370            | 21434            | 15969            | 11352            | 9424             |                  |
| --------------------------------------------- | ---------------- | ---------------- | ---------------- | ---------------- | ---------------- | ---------------- | ---------------- | ---------------- | ---------------- | ---------------- | ---------------- | ---------------- | ---------------- |
| Джерело:                                      |                  |                  |                  |                  |                  |                  |                  |                  |                  |                  |                  |                  |                  |